# 아카이시산맥
아카이시산맥(일본어: 赤石山脈 아카이시산먀쿠[*])은 나가노현, 야마나시현, 시즈오카현에 걸쳐 늘어서있는 산맥이다. 통칭 남알프스로 불린다. 히다산맥, 기소산맥과 함께 일본 알프스로 불린다.
산맥의 주요한 부분은 미나미알프스 국립공원으로 지정되어 있고 그 지역은 노코기리다케로부터 데카리다케에 이른다. 또 그 동쪽의 야마나시 현쪽은 미나미알프스 코마 현립 자연공원으로 지정되어 있다.

## 아카이시산맥의 범위
아카이시산맥이란 가장 넓은 의미에서는 스와호를 정점으로 해 동쪽은 가마나시강과 후지강, 서쪽은 덴류강에 끼어있는 산지를 가리킨다. 이 의미로의 아카이시산맥은 몇 개의 산맥의 집합체라는 의미로 아카이시 산계라고도 불린다. 아카이시 산계는 남북방향으로 시즈오카 현과 아이치현의 현 경계의 유미하리 산지(덴류강의 대안)가 지형적으로는 계속되고 있다. 넓은 의미에서 아카이시산맥에 이것도 포함되는 경우가 있다.
그러나 아카이시 산계의 서단에서 남북으로 달리는 이나 산지(해발 1,600~1,800m)나 동단에 역시 남북으로 뻗어있는 고마 산지(해발 1,600~2,000m)와 미노부 산지(해발 1,000~2,000m)는 산계의 중심을 이루는 산들에 비해 꽤 고도가 낮아 아카이시산맥에서 제외되기도 한다. 유미하리 산지에 대해서도 마찬가지이다. 이러한 산들을 제외한 아카이시 산계의 주요부를 아카이시산맥이라고 부르는 경우도 많다. 일반적으로 남 알프스로 불리는 것은 이 의미로의 아카이시산맥 중 고도가 높은 부분이다.
이 남 알프스도 세세하게 보면 세 개의 산맥의 집합체이며 그 중 센조가타케에서 미부다케, 시오미다케, 아라카와다케, 아카이시다케, 히지리다케로 연결되어 있는 산맥을 아카이시산맥이라고 부르는 경우도 있다. 그 경우 협의의 아카이시산맥과 시라네산맥, 그리고 가이코마산맥이 남 알프스를 구성하게 된다.

## 지형
북단에는 노코기리다케~가이코마가타케~하야카와 능선~호오 3산으로 이어지는 연봉이 북서쪽에서 남동쪽으로 늘어서있고(가이코마산맥) 이 연산으로부터 노로강·기타자와 고개를 사이에 두고 남쪽에서는 주로 남북으로 늘어서있는 두 줄의 산맥을 이룬다. 동쪽의 연산(시라미네산맥)은 시라네 3산(기타다케·아이노다케·노토리다케)과 시라네 남령(히로고치다케·구로고치다케·자루가타케 등)으로 불리고 서쪽의 연산(협의의 아카이시산맥)은 센조가타케를 북단으로 하며 시오미다케(양자가 늘어서는 장대한 능선을 센엔 능선이라고 칭한다)·아라카와 3산·아카이시다케·히지리다케·가미카와치다케·자우스다케로부터 남 알프스최남단의 데카리다케에 이른다. 데카리다케 남쪽에는 더 깊은 산이 늘어서 데카리다케 이남은 심남부로 불린다(다이무겐잔·구로보시가타케 등).
북 알프스가 험난한 모양의 산이 많은데 반해 남 알프스는 북부의 가이코마가타케~노코기리 다케 일대를 제외하고 비교적 완만한 모양의 산이 많다. 이것은 남 알프스가 북 알프스보다 새롭게 융기한 산이기 때문에 비교적 침식이 진행되지 않기 때문이라고 여겨진다. 대부분의 산들은 중생대 백악기의 사암·셰일·점판암 등의 지층으로 되어 있고 산의 표면은 거무스름하다. 다만 북단의 가이코마가타케~호오 3산의 연봉만은 화강암으로 되어있어 산의 표면이 새하얘 남알프스 중에서는 다른 색깔을 띄고 있다.
최종 빙기의 빙하의 흔적인 권곡을 센조가타케·아이노타케·아라카와다케 등에서 볼 수 있다.
협의의 아카이시산맥의 서쪽에는 이나 산지가 평행하게 남북으로 뻗어 있고 그 사이의 골짜기(국도 152호선이 지나고 있다)는 중앙 구조선에 의해서 만들어진 것이다.

## 식생
북 알프스와 비교해서 침식이 진행되지 않기 때문에 토양이 잘 발달되어 있어 삼림이나 고산식물도 전반적으로는 북 알프스보다 풍부하다. 또 북 알프스보다 남쪽·태평양 쪽에 위치하고 있기 때문에 겨울의 강설량은 북 알프스보다 적다. 그 때문에 식생은 전반적으로 북 알프스보다 200~300m 위쪽으로 이동하며 삼림한계도 그 만큼 높다. 특히 대량의 적설에 약한 아고산대 침엽수림이 잘 발달되어있다. 다만 잔설에 의존하는 습성을 가진 고산식물은 그만큼 많지 않다. 일반적으로는 해발 1,700~1,800m 근처까지가 낙엽 광엽수림, 해발 2,600~2,700m근처까지가 아고산대 침엽수림 그 이상이 고산대를 형성한다.
기타다케·센조가타케·기타아라카와다케·산푸쿠 고개·나카다케(아라카와나카다케) 등은 대규모의 고산식물이 만발한 곳으로 알려져있다.

## 같이 보기
- 일본 알프스
- 미나미알프스 국립공원
- 일본백명산